# Liste der Kulturdenkmäler in Fußgönheim
In der Liste der Kulturdenkmäler in Fußgönheim sind alle Kulturdenkmäler der rheinland-pfälzischen Ortsgemeinde Fußgönheim aufgeführt. Grundlage ist die Denkmalliste des Landes Rheinland-Pfalz (Stand: 18. Juli 2022).

## Denkmalzonen
| Bezeichnung                    | Lage                                               | Baujahr  | Beschreibung | Bild                           |
| ------------------------------ | -------------------------------------------------- | -------- | --- | ------------------------------ |
| Denkmalzone Ortskern           | Hauptstraße 1–79, Ruchheimer Straße 2 und 4 Lage   | vor 1750 | historischer Ortskern im Bereich der bis 1750 bebauten Fläche entlang der Hauptstraße mit Pfarrkirche, Pfarrhof und ehemaligem Schloss, im Osten bis zum Holzgartenbach reichend, Bausubstanz überwiegend aus dem 19. Jahrhundert | BW                             |
| Denkmalzone Jüdischer Friedhof | Bahnhofstraße, Abzweigung Ellerstadter Straße Lage | 1769     | Grabsteine von 1769 bis ins 20. Jahrhundert, große Anzahl von Grabmälern des 18. Jahrhunderts, die älteren aus Sandstein, die jüngeren aus Granit                                                                                 | weitere Bilder Fotos hochladen |

## Einzeldenkmäler
| Bezeichnung                               | Lage                                 | Baujahr                         | Beschreibung | Bild                           |
| ----------------------------------------- | ------------------------------------ | ------------------------------- | --- | ------------------------------ |
| Rathaus                                   | Amtsstraße 10 Lage                   | 1908                            | repräsentativer Krüppelwalmdachbau, bezeichnet 1908 | Fotos hochladen                |
| Kriegerdenkmal                            | Bahnhofstraße, auf dem Friedhof Lage | um 1900                         | Friedhof 1825 angelegt, 1865 und 1951 erweitert; - Kriegerdenkmal 1866 und 1870/71, Säule mit Reichsadler, um 1900                                           | Fotos hochladen                |
| Protestantischer Pfarrhof                 | Hauptstraße 20 Lage                  | 1851/52                         | zweieinhalbgeschossiger Putzbau, 1851/52, barockes Bruchsteinnebengebäude 1781, Pfarrgarten mit Umfassungsmauer 18. Jahrhundert                              | Fotos hochladen                |
| Protestantisches Schulhaus                | Hauptstraße 22 Lage                  | um 1860                         | ehemaliges protestantisches Schulhaus; klassizistischer Walmdachbau, um 1860, Keller und Sockel wohl von 1820                                                | Fotos hochladen                |
| Torfahrt                                  | Hauptstraße, zu Nr. 35 Lage          | spätes 18. Jahrhundert          | verdachte Torfahrt, spätes 18. Jahrhundert | Fotos hochladen                |
| Protestantische Pfarrkirche               | Hauptstraße 40/42 Lage               | 1732/33                         | Saalbau 1732/33, eingestellter Fassadenturm 1842, Schiff 1911 erhöht; ortsbildprägend; vor der Südwand drei Grabmäler, 17. und 18. Jahrhundert               | weitere Bilder Fotos hochladen |
| Wohnhaus                                  | Hauptstraße 45 Lage                  | 1820                            | sandsteingegliedertes Wohnhaus, 1820 | Fotos hochladen                |
| Hofanlage                                 | Hauptstraße 53 Lage                  | spätes 18. oder 19. Jahrhundert | Vierseithof, spätes 18. oder 19. Jahrhundert; Wohnhaus 1848, Torfahrt bezeichnet 1788; Nebengebäude um 1865                                                  | Fotos hochladen                |
| Synagoge                                  | Hauptstraße 64 Lage                  | 1842                            | ehemalige Synagoge, jetzt Deutsches Kartoffelmuseum; Saalbau im Rundbogenstil, 1842                                                                          | weitere Bilder Fotos hochladen |
| Hallbergsches Schloss                     | Hauptstraße 65/67 Lage               | 1728–31                         | Hallbergsches Schloss, 1728–31; Torhaus: spätbarocker Walmdachbau; Schloss: Dreiflügelbau, im Nordflügel die katholische Kirche; Umfassungsmauer des Gartens | weitere Bilder Fotos hochladen |
| Katholische Pfarrkirche St. Jakobus Major | Hauptstraße, zu Nr. 65/67 Lage       | 1740/41                         | Katholische Pfarrkirche St. Jakobus Major, Saalbau mit Dachturm, 1740/41; mit Ausstattung; Teil des Schlosses                                                | weitere Bilder Fotos hochladen |